# トウゴロウメダカ科
トウゴロウメダカ科（Phallostethidae）はトウゴロウイワシ目に含まれる科の１つであり、東南アジアの淡水域あるい汽水域に生息する。

## 特徴
小型で、体長は3.5センチメートルほどである。個体の一部に半透明の部分もある。タイからフィリピン、インドネシアのスラウェシ島にかけての淡水域あるいは汽水域で発見される。オスのあごの下には筋肉質の器官があり、そこに小さな睾丸がある。交尾では、腹びれとともにメスを把握するのに使われる。他のほとんどの魚類とは違って、トウゴロウメダカ科は体内受精を行う。

## 下位分類
- デンタテリナ亜科（Dentatherininae）
  - デンタテリナ属 Dentatherina
- トウゴロウメダカ亜科（Phallostethidae）
  - グラファルス属 Gulaphallus
  - ネオステトゥス属 Neostethus
  - トウゴロウメダカ属 Phallostethus
  - フェナコステトゥス属 Phenacostethus